# Hierarki
Et hierarki (græsk hieros hellig, arkho regel) er et system til at rangordne og organisere ting (i). Udtrykket "hierarki" stammer fra rangordenen i et præstevælde (Gud, biskop, præst, lægmand). Et hierarki afbildes ofte som en pyramide, idet der som regel er få elementer i toppen af hierarkiet , mens der er mange elementer i bunden af hierarkiet. 
Inden for vidensorganisation og klassifikation udgør hierarkiske klassifikationssystemer en form for vidensordning. Hierarkier optræder også i filosofi, hvor de bruges til at rangordne begreber. Se figuren. 

## Semantiske relationer
I begrebshierarkier kan der være tale om forskellige typer af semantiske relationer: generiske relationer eller del helhedsrelationer. En generisk relation kaldes også en slægts-art relation, en "is-a"- relation eller en forældre-barn relation. Fx relationen mellem pattedyr og tigre: En tiger er et pattedyr, tigeren "arver" alle de egenskaber, som overkategorien pattedyr besidder. Dette er ikke tilfældet i del-helheds relationer. Sjælland er en del af Danmark, et rat er en del af en bil. 

## Eksterne links
Hjørland, B. (red.): Lifeboat for Knowledge Organization. Hierarchy Arkiveret 29. januar 2022 hos  Wayback Machine